# Marc Almond
Peter Mark Sinclair "Marc" Almond (Southport (Lancashire), 9 juli 1957) is een Britse zanger en liedjesschrijver, die bekend werd als de helft van het duo Soft Cell.
Na het uiteenvallen van Soft Cell en als zanger van Marc and The Mambas en Marc and The Willing Sinners begon Almond in 1984 een solocarrière. Hij hield zich zowel bezig met pophits (Something's Gotten Hold of My Heart; Tears Run Rings) als met moeilijker toegankelijke samenwerkingen met onder andere Coil en Jim Thirwell (alias Foetus). De twee voornoemde nummers werden zijn grootste solohits in Nederland. In het Verenigd Koninkrijk scoorde hij nog meerdere hits met onder andere Stories of Johnny, Bitter Sweet, A Lover Spurned, Jacky (Jacques Brel cover) en Child Star.
Na de elektronische muziek die hij met Soft Cell maakte, waren de eerste albums van Almond radicaal akoestisch. Begeleid door instrumenten als piano, cello, viool, harp en pauken bezong hij, net als bij Soft Cell, het nachtleven waaraan hij graag deelnam.
Dankzij het succes van Soft Cell werd Almond door de platenindustrie in de eerste plaats als een potentiële hitparade-artiest beschouwd. Almond zelf had bredere interesses. In 1985 bracht hij bijvoorbeeld de mini-elpee Violent silence uit, die gewijd was aan het werk van de Franse filosoof/pornograaf Georges Bataille en in 1989 maakte hij het album Jacques: een verzameling covers van nummers van Jacques Brel.
Van zijn homoseksualiteit heeft Almond nooit een geheim gemaakt, maar anders dan collega's als Jimmy Somerville wenst hij er doorgaans geen politieke kwestie van te maken. Wel nam hij, nadat discodiva Donna Summer zich in 1985 respectloos over homoseksuelen uitliet, met Somerville het duet I feel love op: een sarrende versie van het zwoele nummer waarmee Summer in de jaren zeventig, niet in de laatste plaats vanwege haar populariteit in de homoscene, successen vierde.
In oktober 2004 raakte Almond ernstig gewond bij een motorongeluk. Zijn revalidatie nam tot medio 2005 in beslag. In 2007 verscheen Stardom Road, het eerste album na zijn ongeluk. Het bevat naast een aantal covers van nummers die Almond beïnvloed hebben ook een nieuwe eigen compositie: Redeem Me (Beauty Will Redeem the World).
Op 18 september 2010 gaf Marc Almond een eenmalig concert in de Brabanthallen te 's-Hertogenbosch tijdens de Night to Remember.
Op 10 augustus 2019 trad hij op in Middelkerke op de 6e editie van het Nostalgie Beach Festival. Later dat jaar gaf hij vijf concerten in Nederland in het kader van zijn Hits and Pieces tour (in Hengelo (Metropool), Utrecht (TivoliVredenburg), Den Haag (Paard), Tilburg (013) en Alkmaar (Victorie)).

## Discografie

### Albums
| Album met eventuele hitnotering(en) in de Nederlandse Album Top 100 | Datum van verschijnen | Datum van binnenkomst | Hoogste positie | Aantal weken | Opmerkingen                            |
| ------------------------------------------------------------------- | --------------------- | --------------------- | --------------- | ------------ | -------------------------------------- |
| Untitled                                                            | 1982                  | -                     |                 |              | met Marc & The Mambas                  |
| Torment & toreros                                                   | 1983                  | -                     |                 |              | met Marc & The Mambas                  |
| Bite black and blues                                                | 1984                  | -                     |                 |              | als Raoul and the Ruined               |
| Vermin in ermine                                                    | 1984                  | -                     |                 |              | met The Willing Sinners                |
| Stories of Johnny                                                   | 1985                  | -                     |                 |              | met The Willing Sinners                |
| Violent silence                                                     | 1986                  | -                     |                 |              |                                        |
| A woman's story                                                     | 1986                  | -                     |                 |              |                                        |
| Mother fist and her five daughters                                  | 1987                  | -                     |                 |              | met The Willing Sinners                |
| Singles 1984-1987                                                   | 1987                  | -                     |                 |              |                                        |
| Slut                                                                | 1987                  | -                     |                 |              | met Jim Thirwell als The Flesh Vulcano |
| The stars we are                                                    | 1988                  | 5-11-1988             | 18              | 24           |                                        |
| Jacques                                                             | 1989                  | 6-1-1990              | 82              | 4            |                                        |
| Enchanted                                                           | 1990                  | -                     |                 |              |                                        |
| Tenement symphony                                                   | 1991                  | -                     |                 |              |                                        |
| A virgin's tale - volume I                                          | 1992                  | -                     |                 |              |                                        |
| A virgin's tale - volume II                                         | 1992                  | -                     |                 |              |                                        |
| Twelve years of tears (live at the Royal Albert Hall)               | 1993                  | -                     |                 |              |                                        |
| Absinthe: The French album                                          | 1993                  | -                     |                 |              |                                        |
| Treasure box                                                        | 1995                  | -                     |                 |              |                                        |
| Fantastic star                                                      | 1996                  | -                     |                 |              |                                        |
| Marc Almond and La Magia Live in concert                            | 1998                  | -                     |                 |              |                                        |
| Open all night                                                      | 1999                  | -                     |                 |              |                                        |
| Liverpool Philharmonic Hall                                         | 2000                  | -                     |                 |              | speciale fan club release              |
| Stranger things                                                     | 2001                  | -                     |                 |              |                                        |
| Live at the Union Chapel                                            | 2001                  | -                     |                 |              | speciale fan club release              |
| Little rough rhinestones - volume 1                                 | 2002                  | -                     |                 |              | speciale fan club release              |
| The Willing Sinner live in Berlin                                   | 2003                  | -                     |                 |              |                                        |
| Marc Almond in session - volume 1                                   | 2003                  | -                     |                 |              |                                        |
| Heart on snow                                                       | 2003                  | -                     |                 |              |                                        |
| Marc Almond in session - volume 2                                   | 2003                  | -                     |                 |              |                                        |
| Vanity, Poverty, Revence                                            | 2005                  | -                     |                 |              | Punx Soundscheck ft. Marc Almond       |
| Little rough rhinestones - volume 2                                 | 2006                  | -                     |                 |              | speciale fan club release              |
| Stardom Road                                                        | 2007                  | -                     |                 |              |                                        |
| Gabriel and the Lunatic Lover                                       | 2008                  | -                     |                 |              | met Michael Cashmore                   |
| In Bluegate Fields- Live at the Wilton's Music Hall                 | 2008                  | -                     |                 |              | gecombineerde dvd- en cd-registratie   |
| Orpheus in Exile                                                    | 2009                  | -                     |                 |              |                                        |
| Varieté                                                             | 2010                  | -                     |                 |              |                                        |

### Singles
| Single met eventuele hitnotering(en) in de Nederlandse Top 40 | Datum van verschijnen | Datum van binnenkomst | Hoogste positie | Aantal weken | Opmerkingen                                         |
| ------------------------------------------------------------- | --------------------- | --------------------- | --------------- | ------------ | --------------------------------------------------- |
| Love to love you I feel love Johnny remember me               | 1985                  | 20-4-1985             | 17              | 7            | met Bronski Beat / Veronica Alarmschijf Hilversum 3 |
| Tears run rings                                               | 1988                  | 22-10-1988            | 5               | 8            | Veronica Alarmschijf Radio 3                        |
| Something's gotten hold of my heart                           | 1988                  | 7-1-1989              | 5               | 10           | met Gene Pitney / Veronica Alarmschijf Radio 3      |
| A lover spurned                                               | 1990                  | 10-3-1990             | tip             |              |                                                     |
| Jacky                                                         | 1991                  | 28-9-1991             | tip             |              |                                                     |
| The Days of Pearly Spencer                                    | 1992                  | 25-4-1992             | tip             |              |                                                     |

- Biblioteca Nacional de España: XX1054813
- Bibliothèque nationale de France: cb125659305 (data)
- Gemeinsame Normdatei: 122169212
- International Standard Name Identifier: 0000 0000 7822 2763
- Library of Congress Control Number: n91072532
- MusicBrainz: d67e6b0a-d2c6-4e4a-ba30-7834701535a1
- Nationale Bibliotheek van Tsjechië: xx0018763
- Nationale Bibliotheek van Israël: 987007427441805171
- Nederlandse Thesaurus van Auteursnamen: 074906011
- Système universitaire de documentation: 034963642
- Virtual International Authority File: 42713008
- WorldCat: E39PBJd3R6RXtrWFF9FRYTRR8C